# フーシャンガーバード

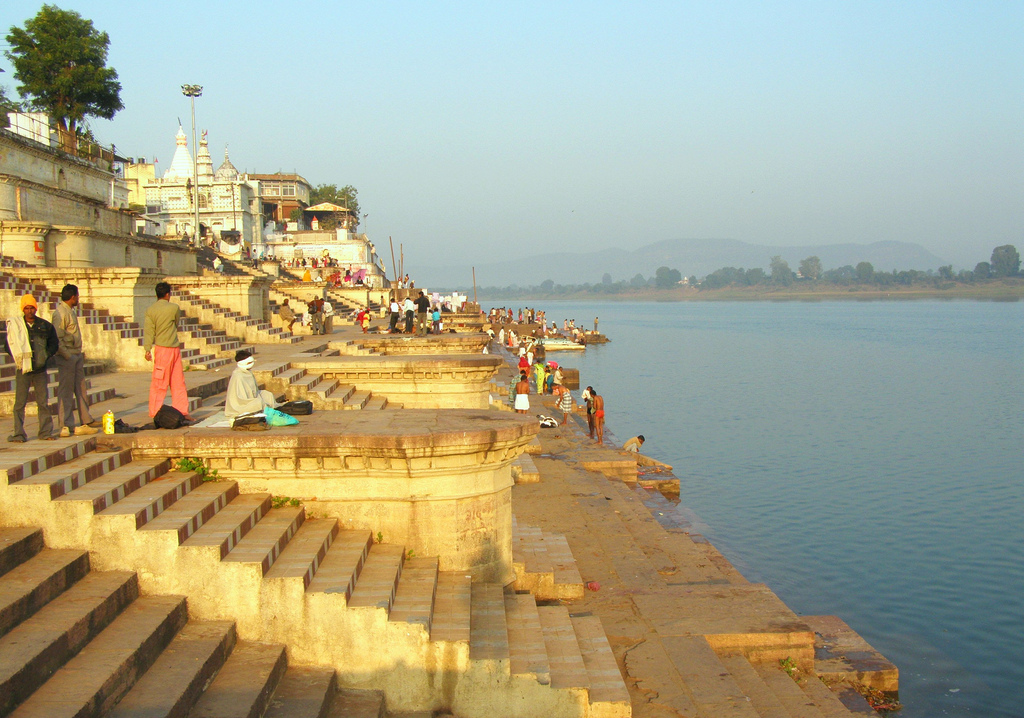
フーシャンガーバード

フーシャンガーバード（ヒンディー語：होशंगाबाद, 英語：Hushangabad/Hoshangabad）は、インドのマディヤ・プラデーシュ州、フーシャンガーバード県の都市。

## 歴史
15世紀、マールワー・スルターン朝の君主フーシャング・シャーによって建設された。都市名は「フーシャングの都市（アーバード）」を意味する。
1795年、カルダーの戦いの結果、ニザーム王国からナーグプル候へと割譲された。
1853年、ナーグプル藩王国が断絶するとイギリスの中央州及びベラールに併合され、1947年までその一部を構成した。